# Unión Deportiva Logroñés
Ne doit pas être confondu avec Logroñés CF, Sociedad Deportiva Logroñés ou Club Deportivo Logroñés.
Maillots
Actualités
L'Unión Deportiva Logroñés est un club de football espagnol basé à Logroño dans La Rioja, créé en 2009.

## Histoire
| \| Logroño \| Emplacement de Logroño, en Espagne. |
| Logroño                                           |

Le club est fondé en 2009, faisant suite à la disparition du CD Logroñés. Il prend la place en championnat du Club Deportivo Varea, club ayant existé de 1967 à 2009.
Le club évolue en Segunda Division B (3e division) entre 2009 et 2020.
Le club atteint les seizièmes de finale de la Copa del Rey lors de la saison 2015-2016.
Le club monte en Segunda División en juillet 2020.